# Frankfurt Universe

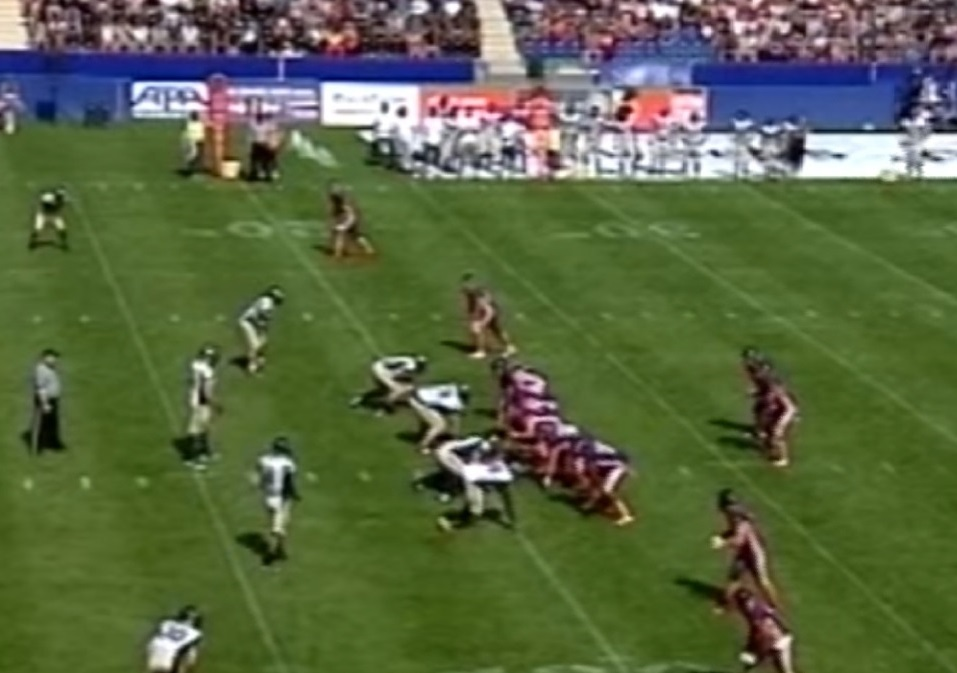
Frankfurt Universe vs. Nürnberg Rams 2015

I Frankfurt Universe sono una squadra di football americano di Francoforte sul Meno, in Germania. Fondati nel 2007, hanno debuttato nella prima serie tedesca (GFL) nel 2016 e hanno vinto lo EFL Bowl nel 2016.

## Storia
Nel 2014 il nome e il marchio dei Frankfurt Galaxy sono stati rilevati dai Frankfurt Universe (squadra creata nel 2007 da tifosi dei Galaxy a seguito dello scioglimento dei Galaxy stessi), che intendono usarli per la loro prima squadra (mentre la seconda continuerebbe a giocare sotto il nome Universe). Nel 2015, tuttavia, il sito della German Football League 2 (GFL 2) riporta la squadra ancora come Frankfurt Universe. Nel 2016, dopo gli accordi di sponsorizzazione con l'azienda elettronica Samsung, assumono la denominazione attuale - Samsung Frankfurt Universe.

## Dettaglio stagioni

### Tornei nazionali

#### Campionato

##### GFL
| Stagione | regular season | regular season | regular season | regular season | regular season | regular season | playoff | playoff | playoff | playoff | playoff | playoff          | playoff                  |
|          | Vin            | Par            | Per            | Tot            | PF             | PS             | Vin     | Per     | Tot     | PF      | PS      | risultato        | avversaria               |
| -------- | -------------- | -------------- | -------------- | -------------- | -------------- | -------------- | ------- | ------- | ------- | ------- | ------- | ---------------- | ------------------------ |
| 2016     | 12             | 0              | 2              | 14             | 546            | 173            | 0       | 1       | 1       | 3       | 10      | Quarti di finale | Kiel Baltic Hurricanes   |
| 2017     | 12             | 0              | 2              | 14             | 588            | 125            | 1       | 1       | 2       | 47      | 39      | Semifinale       | New Yorker Lions         |
| 2018     | 12             | 0              | 2              | 14             | 506            | 146            | 2       | 1       | 3       | 45      | 43      | German Bowl      | Schwäbisch Hall Unicorns |
| 2019     | 11             | 0              | 3              | 14             | 478            | 252            | 1       | 1       | 2       | 46      | 43      | Semifinale       | New Yorker Lions         |
| 2021     | 2              | 0              | 8              | 10             | 117            | 496            | -       | -       | -       | -       | -       | -                | -                        |
| 2022     | 0              | 0              | 10             | 10             | 124            | 556            | -       | -       | -       | -       | -       | Retrocessi       | -                        |
| Totale   | 49             | 0              | 27             | 76             | 2359           | 1748           | 4       | 4       | 8       | 141     | 135     |                  |                          |

Fonti: Enciclopedia del Football - A cura di Roberto Mezzetti

##### GFL2
| Stagione | regular season | regular season | regular season | regular season | regular season | regular season | playoff | playoff | playoff | playoff | playoff | playoff   | playoff    |
|          | Vin            | Par            | Per            | Tot            | PF             | PS             | Vin     | Per     | Tot     | PF      | PS      | risultato | avversaria |
| -------- | -------------- | -------------- | -------------- | -------------- | -------------- | -------------- | ------- | ------- | ------- | ------- | ------- | --------- | ---------- |
| 2012     | 9              | 1              | 4              | 14             | 284            | 226            | -       | -       | -       | -       | -       | -         | -          |
| 2013     | 9              | 1              | 4              | 14             | 358            | 249            | -       | -       | -       | -       | -       | -         | -          |
| 2014     | 8              | 0              | 6              | 14             | 289            | 222            | -       | -       | -       | -       | -       | -         | -          |
| 2015     | 14             | 0              | 0              | 14             | 601            | 204            | -       | -       | -       | -       | -       | -         | -          |
| Totale   | 40             | 2              | 14             | 56             | 1532           | 901            | -       | -       | -       | -       | -       |           |            |

Fonti: Enciclopedia del Football - A cura di Roberto Mezzetti

##### Regionalliga
| Stagione | regular season | regular season | regular season | regular season | regular season | regular season | playoff | playoff | playoff | playoff | playoff | playoff   | playoff    |
|          | Vin            | Par            | Per            | Tot            | PF             | PS             | Vin     | Per     | Tot     | PF      | PS      | risultato | avversaria |
| -------- | -------------- | -------------- | -------------- | -------------- | -------------- | -------------- | ------- | ------- | ------- | ------- | ------- | --------- | ---------- |
| 2010     | 5              | 0              | 5              | 10             | 307            | 262            | -       | -       | -       | -       | -       | -         | -          |
| 2011     | 9              | 0              | 1              | 10             | 305            | 128            | -       | -       | -       | -       | -       | -         | -          |
| Totale   | 14             | 0              | 6              | 20             | 612            | 390            | -       | -       | -       | -       | -       |           |            |

Fonti: Enciclopedia del Football - A cura di Roberto Mezzetti

##### Oberliga
| Stagione | regular season | regular season | regular season | regular season | regular season | regular season | playoff | playoff | playoff | playoff | playoff | playoff   | playoff    |
|          | Vin            | Par            | Per            | Tot            | PF             | PS             | Vin     | Per     | Tot     | PF      | PS      | risultato | avversaria |
| -------- | -------------- | -------------- | -------------- | -------------- | -------------- | -------------- | ------- | ------- | ------- | ------- | ------- | --------- | ---------- |
| 2009     | 6              | 0              | 0              | 6              | 165            | 54             | -       | -       | -       | -       | -       | -         | -          |
| Totale   | 6              | 0              | 0              | 6              | 165            | 54             | -       | -       | -       | -       | -       |           |            |

Fonti: Enciclopedia del Football - A cura di Roberto Mezzetti

##### Landesliga
| Stagione | regular season | regular season | regular season | regular season | regular season | regular season | playoff | playoff | playoff | playoff | playoff | playoff   | playoff               |
|          | Vin            | Par            | Per            | Tot            | PF             | PS             | Vin     | Per     | Tot     | PF      | PS      | risultato | avversaria            |
| -------- | -------------- | -------------- | -------------- | -------------- | -------------- | -------------- | ------- | ------- | ------- | ------- | ------- | --------- | --------------------- |
| 2008     | 4              | 0              | 2              | 6              | 156            | 90             | 1       | 1       | 2       | 45      | 37      | Finale    | Gießen Golden Dragons |
| Totale   | 4              | 0              | 2              | 6              | 156            | 90             | 1       | 1       | 2       | 45      | 37      |           |                       |

Fonti: Enciclopedia del Football - A cura di Roberto Mezzetti

### Tornei internazionali

#### BIG6 European Football League
| Stagione | regular season | regular season | regular season | regular season | regular season | regular season | playoff | playoff | playoff | playoff | playoff | playoff   | playoff          |
|          | Vin            | Par            | Per            | Tot            | PF             | PS             | Vin     | Per     | Tot     | PF      | PS      | risultato | avversaria       |
| -------- | -------------- | -------------- | -------------- | -------------- | -------------- | -------------- | ------- | ------- | ------- | ------- | ------- | --------- | ---------------- |
| 2017     | 1              | 0              | 1              | 2              | 48             | 23             | 0       | 1       | 1       | 14      | 55      | Eurobowl  | New Yorker Lions |
| 2018     | 2              | 0              | 0              | 2              | 85             | 15             | 0       | 1       | 1       | 19      | 20      | Eurobowl  | New Yorker Lions |
| Totale   | 3              | 0              | 1              | 4              | 133            | 38             | 0       | 2       | 2       | 33      | 75      |           |                  |

Fonti: Enciclopedia del Football - A cura di Roberto Mezzetti

#### European Football League (dal 2014)
| Stagione | regular season | regular season | regular season | regular season | regular season | regular season | playoff | playoff | playoff | playoff | playoff | playoff   | playoff             |
|          | Vin            | Par            | Per            | Tot            | PF             | PS             | Vin     | Per     | Tot     | PF      | PS      | risultato | avversaria          |
| -------- | -------------- | -------------- | -------------- | -------------- | -------------- | -------------- | ------- | ------- | ------- | ------- | ------- | --------- | ------------------- |
| 2016     | 2              | 0              | 0              | 2              | 97             | 7              | 1       | 0       | 1       | 35      | 21      | Campioni  | Amsterdam Crusaders |
| Totale   | 2              | 0              | 0              | 2              | 97             | 7              | 1       | 0       | 1       | 35      | 21      |           |                     |

Fonti: Enciclopedia del Football - A cura di Roberto Mezzetti

### Riepilogo fasi finali disputate
| Anno              | Luogo                | Evento | Fase del torneo | Incontro                                      | Risultato |
| 11 giugno 2016    | Francoforte sul Meno | EFL    | EFL Bowl        | Amsterdam Crusaders - Frankfurt Universe      | 21 - 35   |
| 10 giugno 2017    | Francoforte sul Meno | BIG6   | Eurobowl        | New Yorker Lions - Frankfurt Universe         | 55 - 14   |
| 23 settembre 2017 | Braunschweig         | GFL    | Semifinale      | New Yorker Lions - Frankfurt Universe         | 23 - 21   |
| 9 giugno 2018     | Francoforte sul Meno | BIG6   | Eurobowl        | Frankfurt Universe - New Yorker Lions         | 19 - 20   |
| 29 settembre 2018 | Berlino              | GFL    | German Bowl     | Schwäbisch Hall Unicorns - Frankfurt Universe | 21 - 19   |
| 29 settembre 2019 | Braunschweig         | GFL    | Semifinale      | New Yorker Lions - Frankfurt Universe         | 36 - 18   |

## Palmarès
- 1 Campioni EFL Bowl (2016)
- 1 Campioni GFL 2 Sud (2015)